# Torben Oxe
Torben Oxe (død 29. november 1517) var søn af Johan Oxe og Inger Bille.
Han var Christian 2.'s lensmand på Københavns Slot fra 1514 og fik desuden Krogen (Kronborg) len ved Helsingør. Han blev i 1517 fængslet af kongen, der for rigsrådet anklagede ham for bl.a. giftmord på Dyveke, men han blev frifundet for anklagen. Dyveke skulle angiveligt være blevet myrdet ved hjælp af forgiftede kirsebær, som hun spiste.
Kongen accepterede ikke dommen og bragte sagen for en birketingsret af 12 bønder fra landsbyen Solbjerg og dømt: "Vi dømmer ham ikke, men hans gerninger dømmer ham".
Torben Oxe blev halshugget den 29. november 1517 på Gråbrødre torv i København. Rigsrådet misbilligede henrettelsen.

## Ekstern henvisning
- Biografi på Danske konger dk (Webside ikke længere tilgængelig)